# PEASSS
PEASSS (Piezo Electric Assisted Smart Satellite Structure) ist ein Cubesat, der von mehreren Nationen betrieben wird, darunter die Niederlande, Deutschland, Belgien und Israel. Das PEASSS-Projekt kostete 2.667.403 Euro.

## Projekt
PEASSS wurde im Rahmen eines Fp7-Projekts der Europäischen Kommission entwickelt, an dem folgende Unternehmen beteiligt sind:
- Active Space Technologies GmbH
- TNO
- SONACA
- NSL

Das Hauptziel des Projekts ist die Entwicklung, Herstellung, Erprobung und Qualifizierung von "Smart Structures", die Verbundpanele und piezoelektrische Materialien umfassen, um eine verbesserte Energieerzeugung im Weltraum zu erreichen. Die Systemkomponenten umfassen eine neue Nanosatellitenelektronik, ein Piezoenergiesystem und ein faseroptisches Sensorsystem.

## Missionsverlauf
PEASSS wurde am 15. Februar 2017 mit einer PSLV-Trägerrakete vom Satish Dhawan Space Centre zusammen mit Cartosat 2D, INS 1A und 1B, Flock 3P 1-88, Lemur 2 22-29, DIDO 2, BGUSat, Al-Farabi 1 und Nayif 1 in einen sonnensynchronen Orbit gestartet. Der Start hielt bis 2021 mit 104 Satelliten den Weltrekord der meisten gestarteten Satelliten auf einer Trägerrakete.